# Христіяново
Христія́ново (болг. Християново) — село в Старозагорській області Болгарії. Входить до складу общини Стара Загора.

## Населення
За даними перепису населення 2011 року у селі проживали 383 особи.
Національний склад населення села:
| Національність   | Кількість осіб | Відсоток |
| ---------------- | -------------- | -------- |
| болгари          | 335            | 90,8%    |
| цигани           | 23             | 6,2%     |
| Всього відповіли | 369            |          |

Розподіл населення за віком у 2011 році:
Динаміка населення: